# 铬酸盐

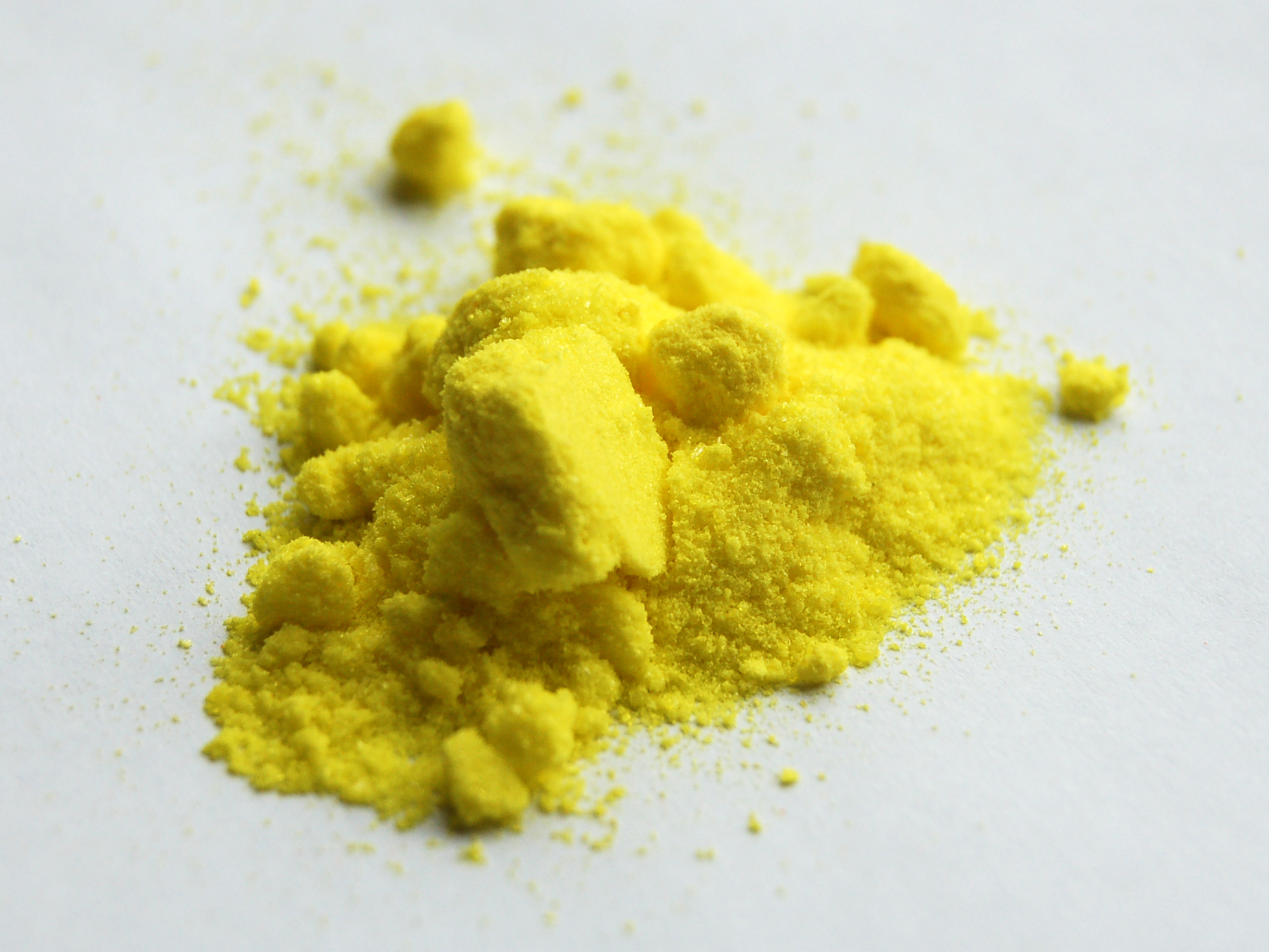
铬酸钾晶体粉末

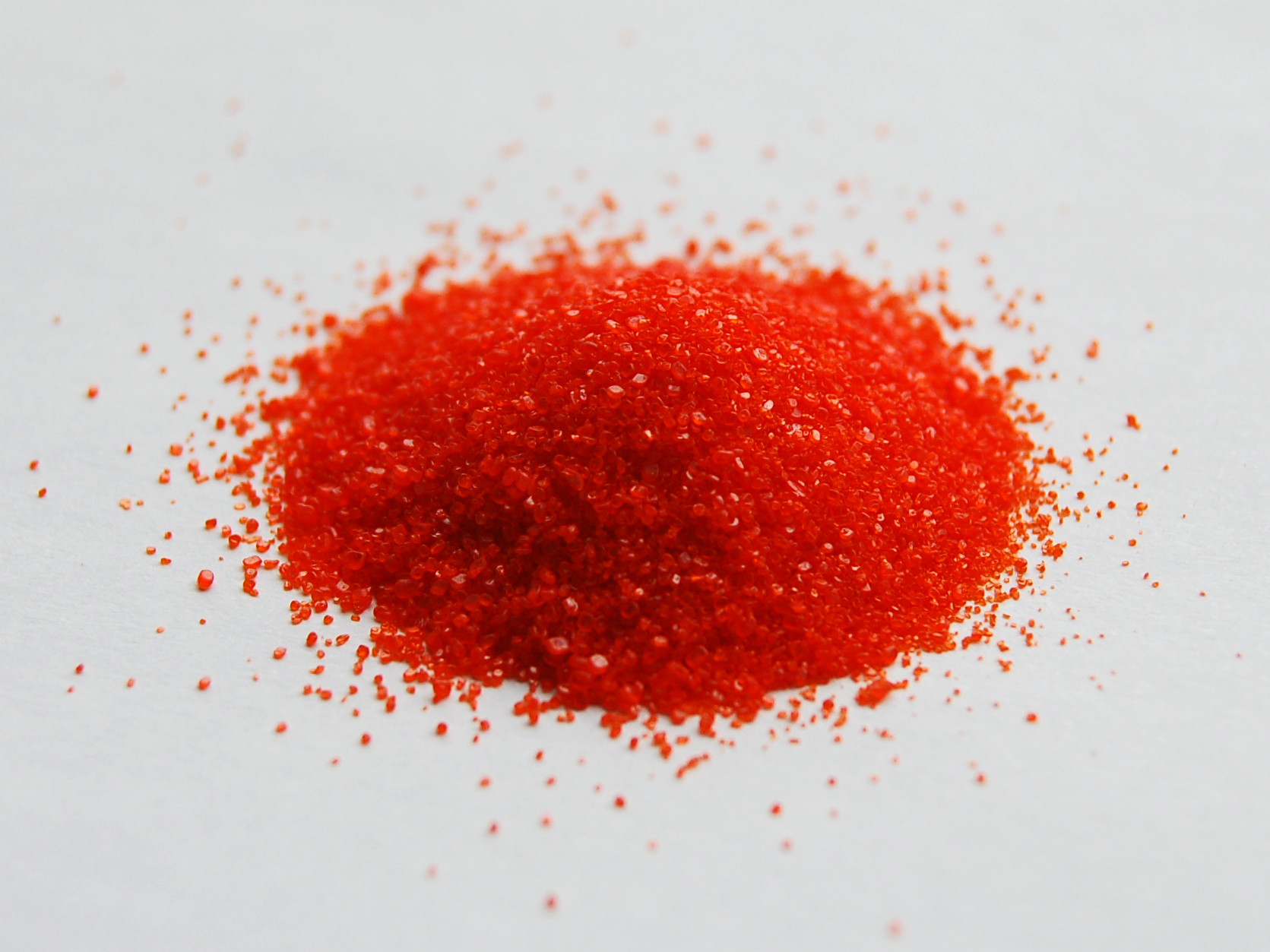
重铬酸钾晶体粉末

铬酸盐是铬酸形成的非多聚阴离子的盐，含有铬酸根离子CrO42−，有獨特的黄色；重鉻酸根化學式則為Cr2O72−，在水溶液中呈橙色。铬酸盐的铬为+6氧化态，具氧化力、有毒且致癌，国际癌症研究机构（IARC）將之划为第一类致癌物。
常见铬酸盐有铬酸钠、铬酸钾、铬酸铅和铬酸铵。更多请参见列表。

## 性质
- 铬酸盐氧化力甚強，还原鉻VI常得到蓝绿色的鉻III。
- 水溶液中，铬酸根离子（黃色）与重铬酸根离子（橙色）处于平衡。加酸生成重铬酸根离子，溶液變红；加碱则使平衡左移，溶液變黄：

2 CrO42−＋2 H+　⇌　Cr2O72−＋H2O
- 铬酸盐可用于测定水体的化学需氧量（COD）。
- 碱土金属、重金属和镧系元素的铬酸盐大多微溶或难溶于水，用途很少。铬酸碱金属和铵离子(NH4+)的溶解度较高。向可溶铬酸盐溶液加入此等离子会沉淀之：

Ba2+＋CrO42-　→　BaCrO4↓（柠檬黄）
Pb2+＋CrO42-　→　PbCrO4↓（铬黄）
2 Ag+＋CrO42-　→　Ag2CrO4↓（砖红）
- 铬酸盐转化膜可用于防止金属腐蚀及增强涂料粘合力。
- 氯铬酸吡啶在有机合成用于氧化醇为醛。

## 参见

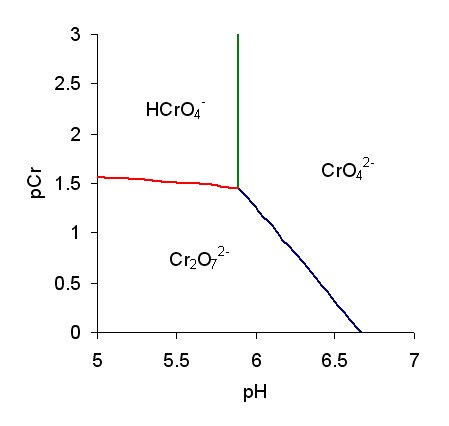
鉻酸鹽Predominance圖

## 参考资料

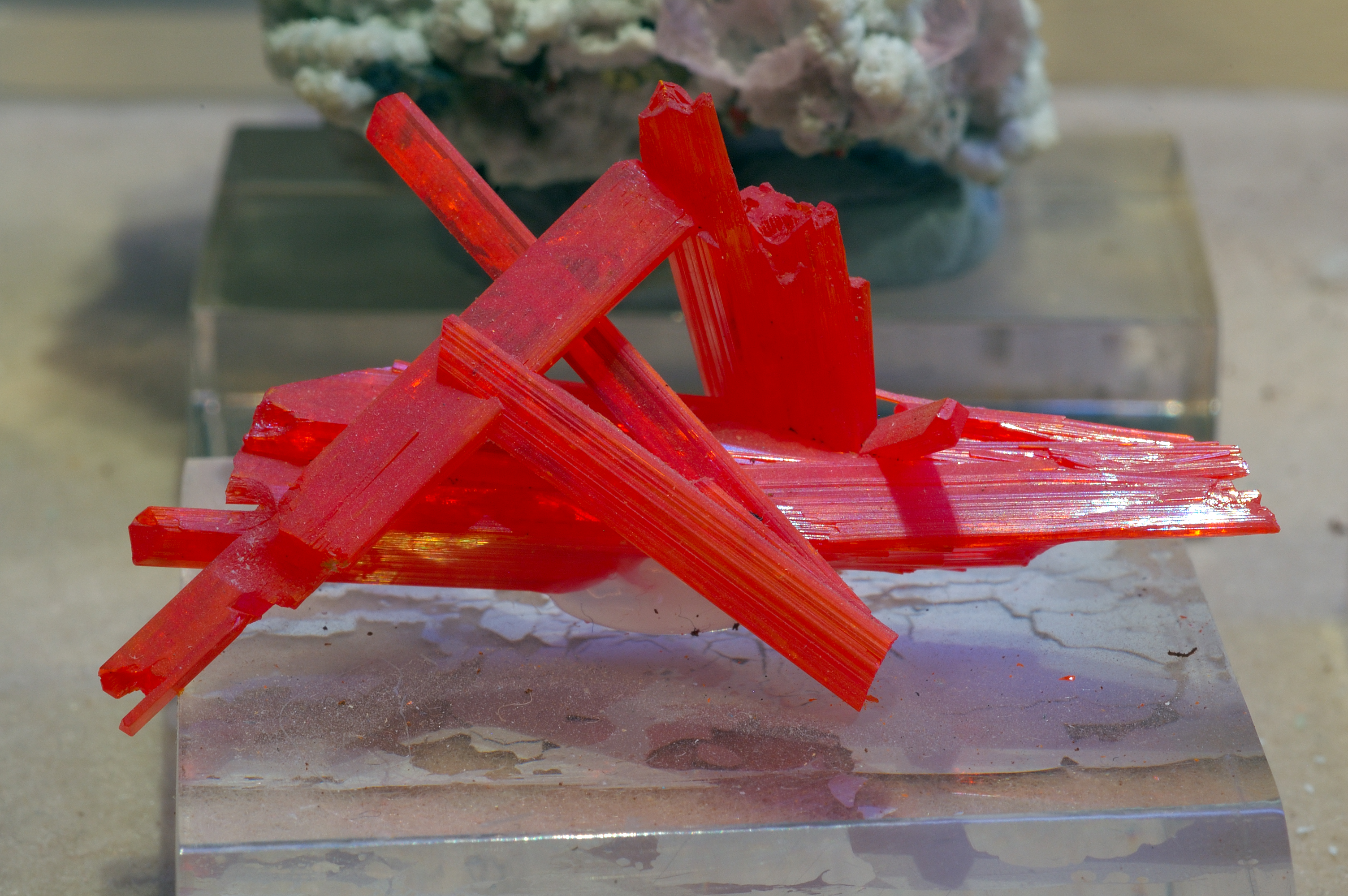
澳洲他斯曼尼亞洲紅鉛礦場鉻鉛礦樣本